# Slättens gård

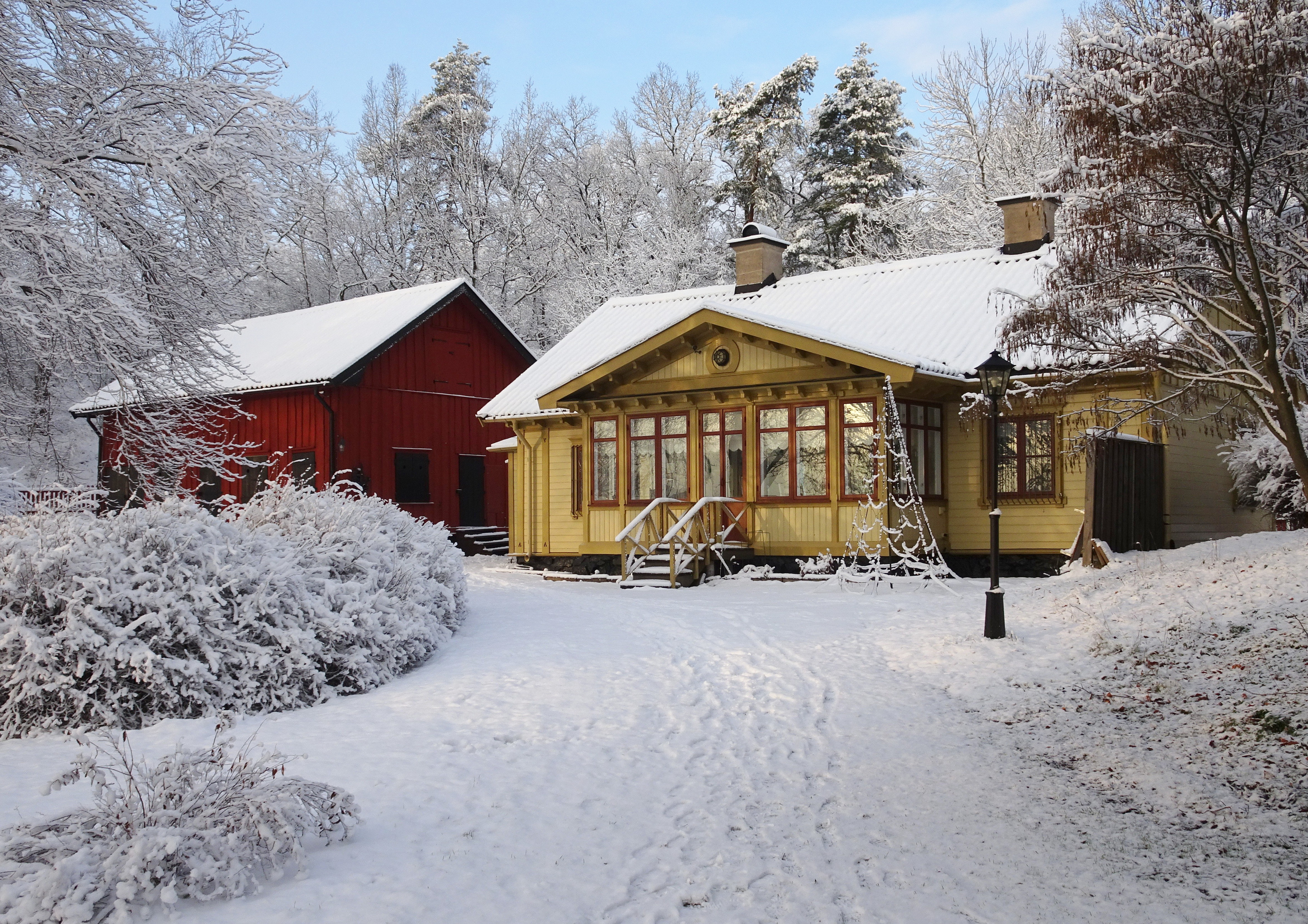
Slättens gårds före detta huvudbyggnad och magasin i december 2018.

Slättens gård är ett före detta torp vid Slättgårdsvägen 78–80 i stadsdelen Mälarhöjden i sydvästra Stockholm. Gården lydde ursprungligen under Sätra gård och hör till de få kvarvarande byggnader från tiden innan Mälarhöjdens villasamhälle byggdes. Fastigheten består idag av tre byggnader som ägs och förvaltas av AB Stadsholmen.

## Historik

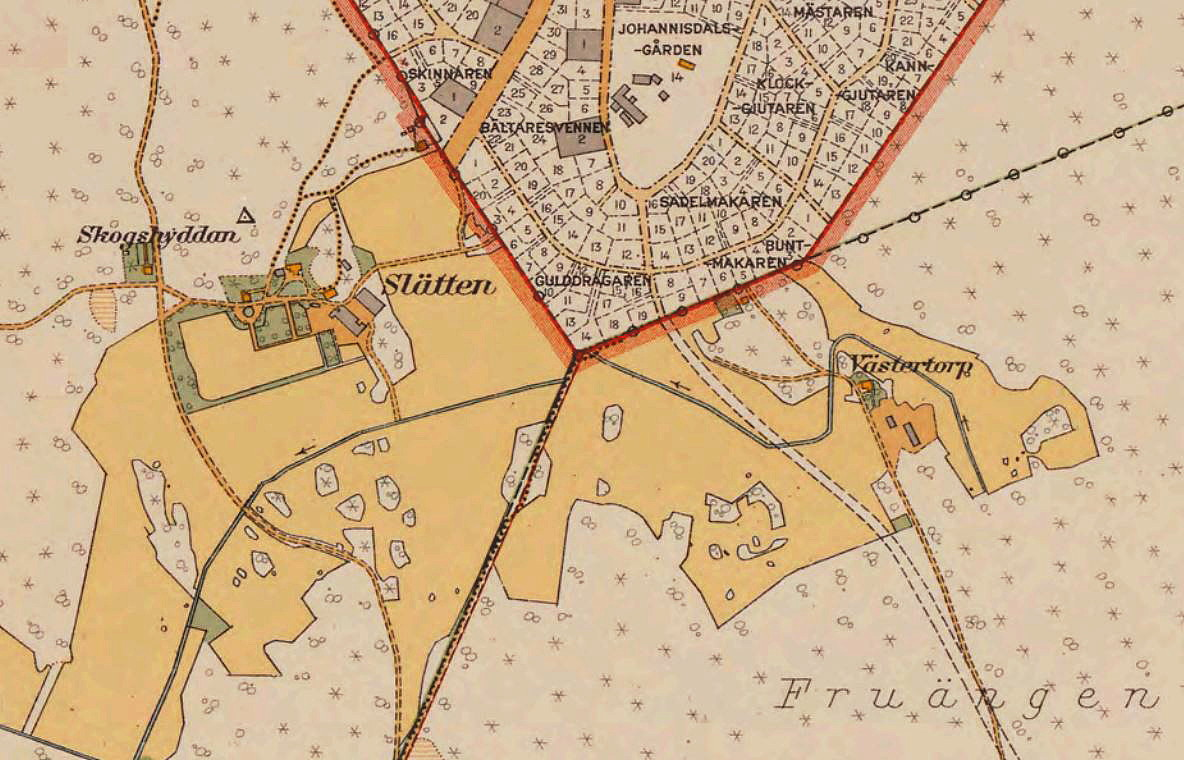
Slätten och Johannisdal på 1920-talet.

I området för dagens Mälarhöjden fanns långt in på 1940-talet flera äldre gårdar, bland dem Pettersbergsgården, Johannisdalsgården, Jakobsbergs gård och så Slättens gård som ligger i områdets södra del (nära dagens trafikplats Bredäng). Idag bevarade är Pettersberg, Jakobsberg och Slätten. Johannisdalsgården revs på 1940-talet. Strax öster om Slätten möttes gränserna för tre stora egendomar: Sätra gård i väster, Hägerstens gård i norr och Västberga gård i öster. Till Slätten färdades man via en mindre landsväg som sträckte sig mellan Gamla Södertäljevägen och Jakobsbergs gård. I höjd med lägenheten Skogshyddan gick en kort avtagsväg in mot Slättens bebyggelse.
Slättens gård ligger i skogskanten vid en liten slänt och är belagd sedan åtminstone 1700-talets början och bestod av två gårdar, Övre Slätten och Nedre Slätten. De kallades även Wreten respektive Lilla Wreten vilket var en äldre beteckning för en ”liten inhägnad åker”. På 1760-talet fanns en huvudbyggnad, arbetarbostäder och flera uthus på egendomen. Som mest bestod bebyggelsen av ett tiotal hus. Vid den tiden stod huvudbyggnaden på en kulle med lindar, söder om den nuvarande Slättgårdsstigen framför husen. 
Slätten beskrevs första gången 1772–1781 i en förteckning över de gårdar som tillhörde Sätra rote. Där talas om en Öfra Slätten och en Nedra Slätten. Därefter användes dessa namn flera år framåt. Öfra Slätten och Nedra Slätten lydde under den ännu bevarade Sätra gård i nuvarande stadsdelen Sätra. Gården ägdes av Lars Bengtsson Skyttes ättlingar. Slättens huvudbyggnad brann troligen ner och ersattes vid sekelskiftet 1800 med nuvarande hus tillsammans med några ekonomibyggnader. Exakt årtal när dessa uppfördes är okänt.
Den sista privata ägaren var Christina Charlotte Råfeldt, änka efter löjtnant A. Råfeldt på Sätra. Hon testamenterade 1890 egendomen Sätra med underlydande torp till tre stiftelser; Vänner till Pauvres Houteux, Svenska diakonissällskapet och Stockholms sjukhem. De fromma stiftelserna arrenderade ut gården till olika bönder. På 1930-talet fanns 4 hästar, 15 kor och 15 höns på Slätten och när Mälarhöjdens och Aspuddens nya bostadsbebyggelse anlades bidrog Slättens gård till stadsdelens försörjning av mjölk. Förutom de tre idag bevarade byggnaderna hörde flera ekonomibyggnader som uthus, stall, ladugård och vagnshus till anläggningen. Ungefär 300 meter väster om Slätten låg det lilla torpet Skogshyddan som revs 1962.

### Historiska bilder

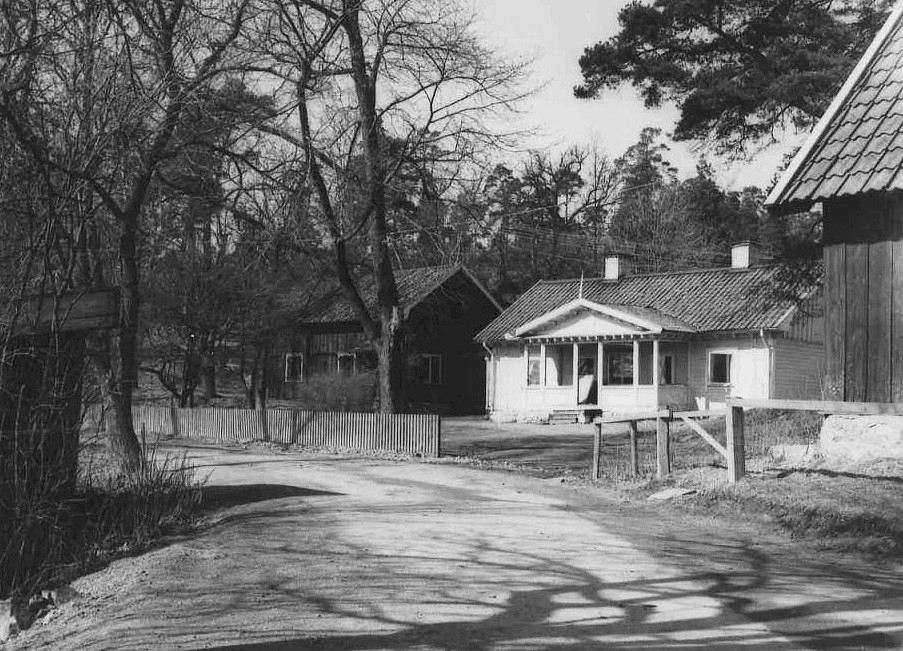
Huvudbyggnad och magasinet, 1964.
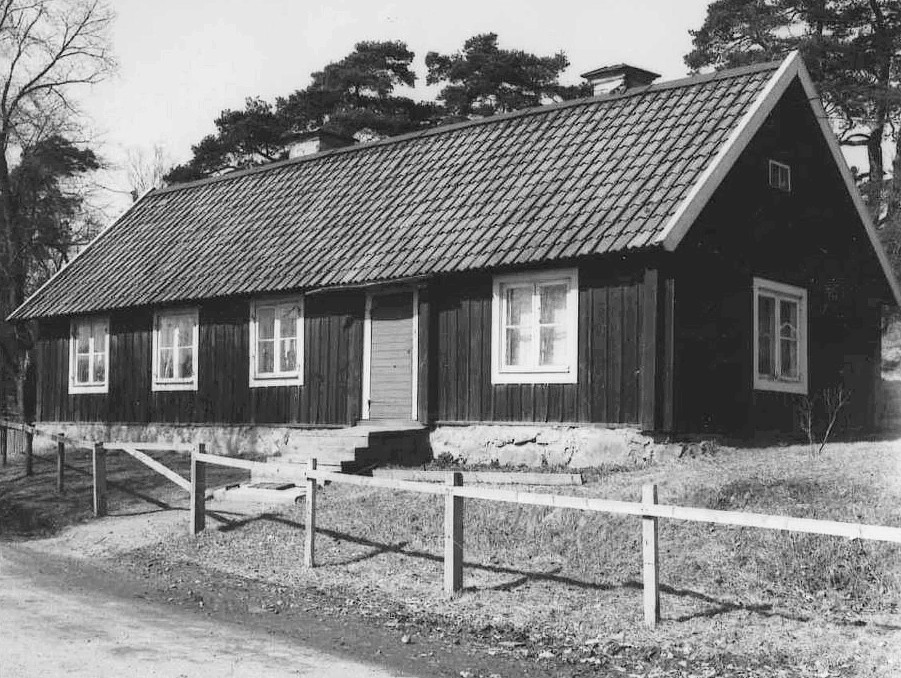
Arbetarlängan, 1964.
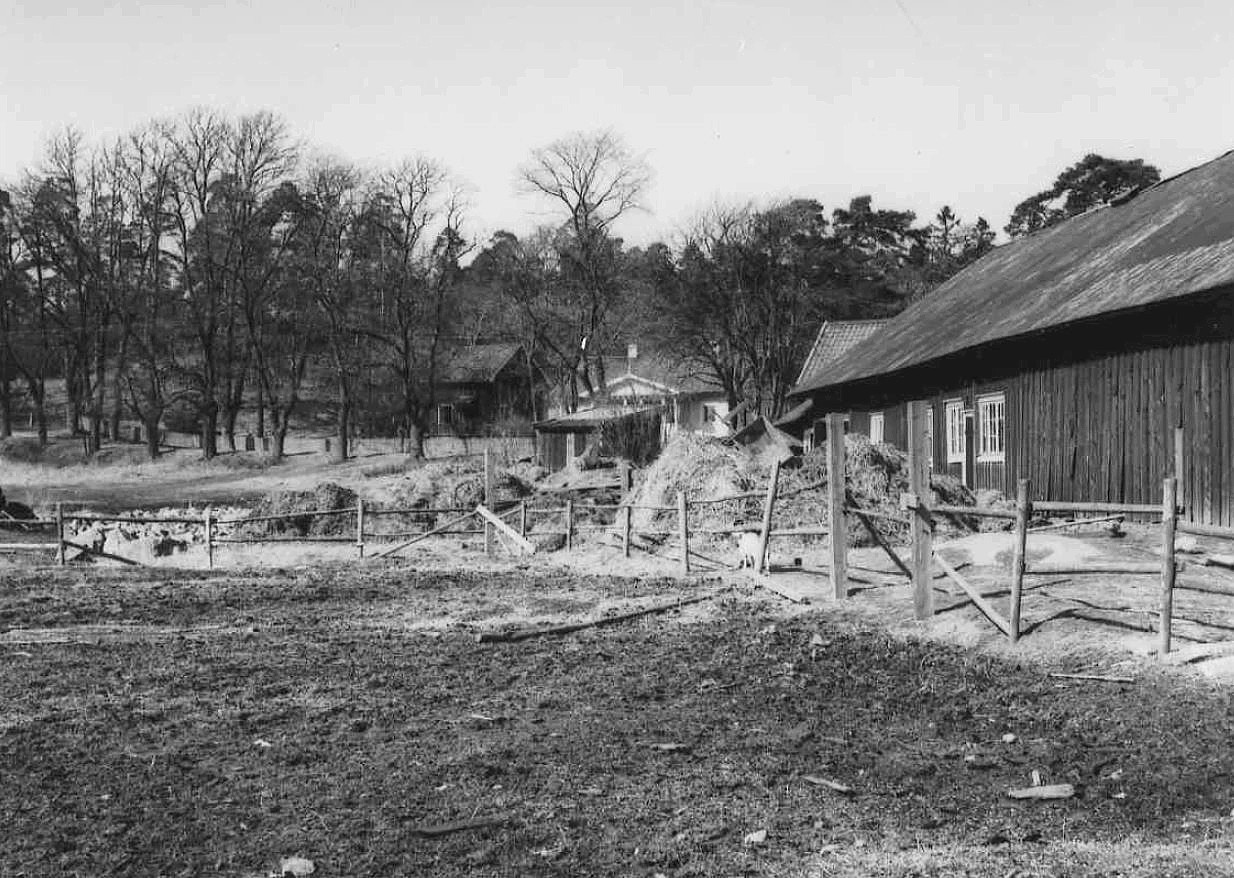
Jordbruk bedrevs fortfarande 1964.
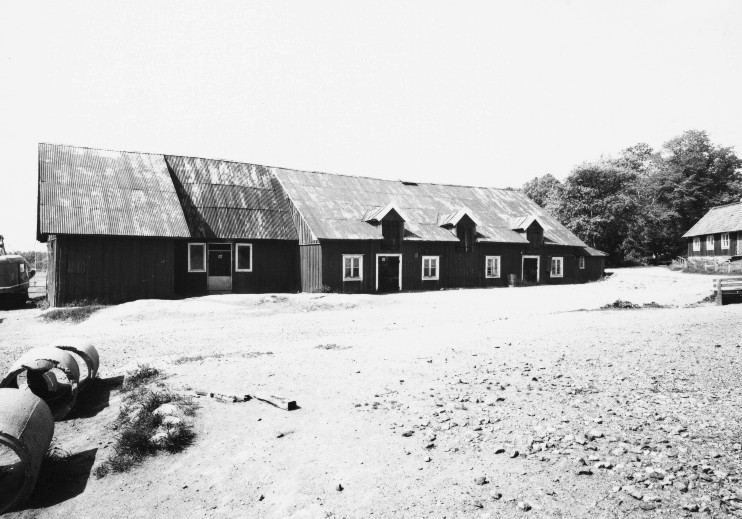
Stallet kort innan rivningen, 1966.
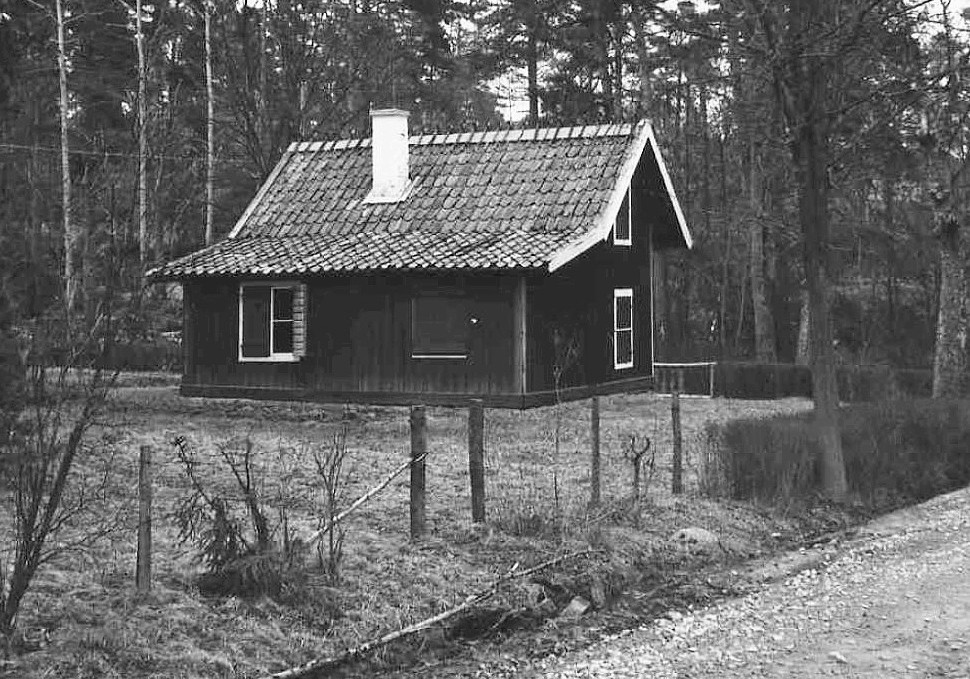
Skogshyddan kort innan rivningen, 1962.

## Gårdens vidare öden

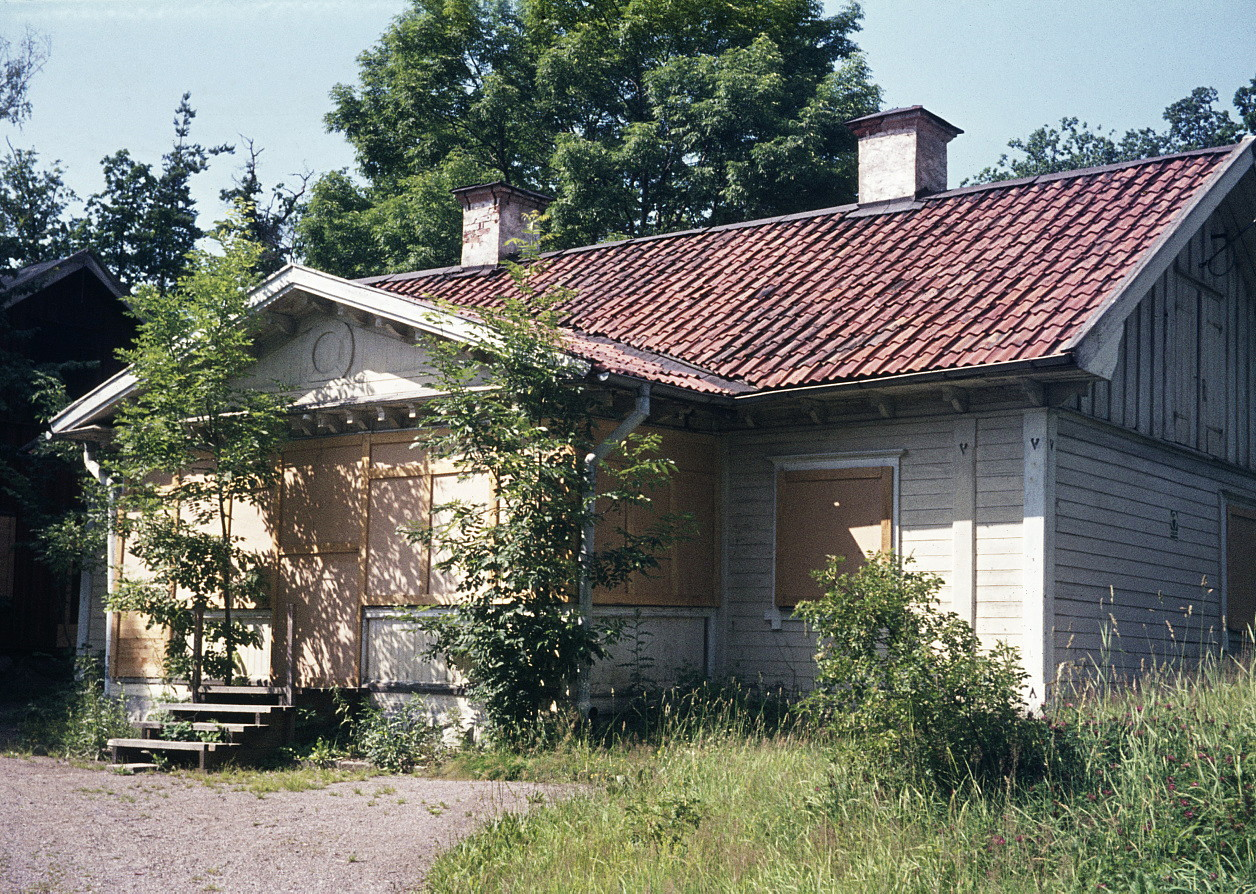
Huvudbyggnaden igenbommad 1977.

Jordbruk bedrevs på Slätten fram till mitten av 1960-talet då Stockholms stad förvärvade egendomen Sätra för 30 miljoner kronor från stiftelserna. Planer för köpet fanns redan på 1950-talet där nya förstäder till Stockholm stadsplanerades i samband med en förlängning av tunnelbanan till Skärholmen. Den lantliga miljön kring gården förändrades drastiskt när Södertäljevägen utbyggdes till huvudtrafikled på 1950-talets mitt med trafikplatsen Bredäng och nya bostadsområden började växa upp på ängarna kring gården.
Stallet nyttjades under några år av Mälarhöjdens ridskola innan det revs tillsammans med övriga ekonomibyggnader i mitten av 1960-talet. Därefter återstod den gulmålade huvudbyggnaden med den rödmålade arbetarlängan/statarlängan och det likaså röda magasinet. Det senare är troligen den äldsta av de tre byggnaderna. Huvudbyggnaden stod under en period tom och igenbommad och arbetarbostaden användes av Mälarhöjdens scoutkår som klubbhus. 1980 uppfördes förskolan Juvelen på Slättens gårds parkmark. 
År 1981 genomfördes en upprustning och modernisering av bebyggelsen som utfördes efter ritningar av byggavdelningen vid Stockholms stads fastighetskontor. På den före detta huvudbyggnaden (fastighet Slättens gård 2) inglasades verandan och i huset uppsattes två nya kakelugnar. I huvudbyggnaden inreddes till en början en föreningslokal och sedan en lägenhet om fyra rum och kök. Den före detta arbetarlängan (fastighet Slättens gård 1) kompletterades med en ombyggd veranda på norra sidan och invändigt uppsattes en ny kakelugn. I arbetarlängan anordnades en lägenhet om två rum och kök. Sedan 2005 ägs fastigheterna av AB Stadsholmen som hyr ut till privatpersoner. Kvarteret Slättens gård samt Slättgårdsvägen och Slättgårdsstigen är uppkallade efter gården.

### Nutida bilder

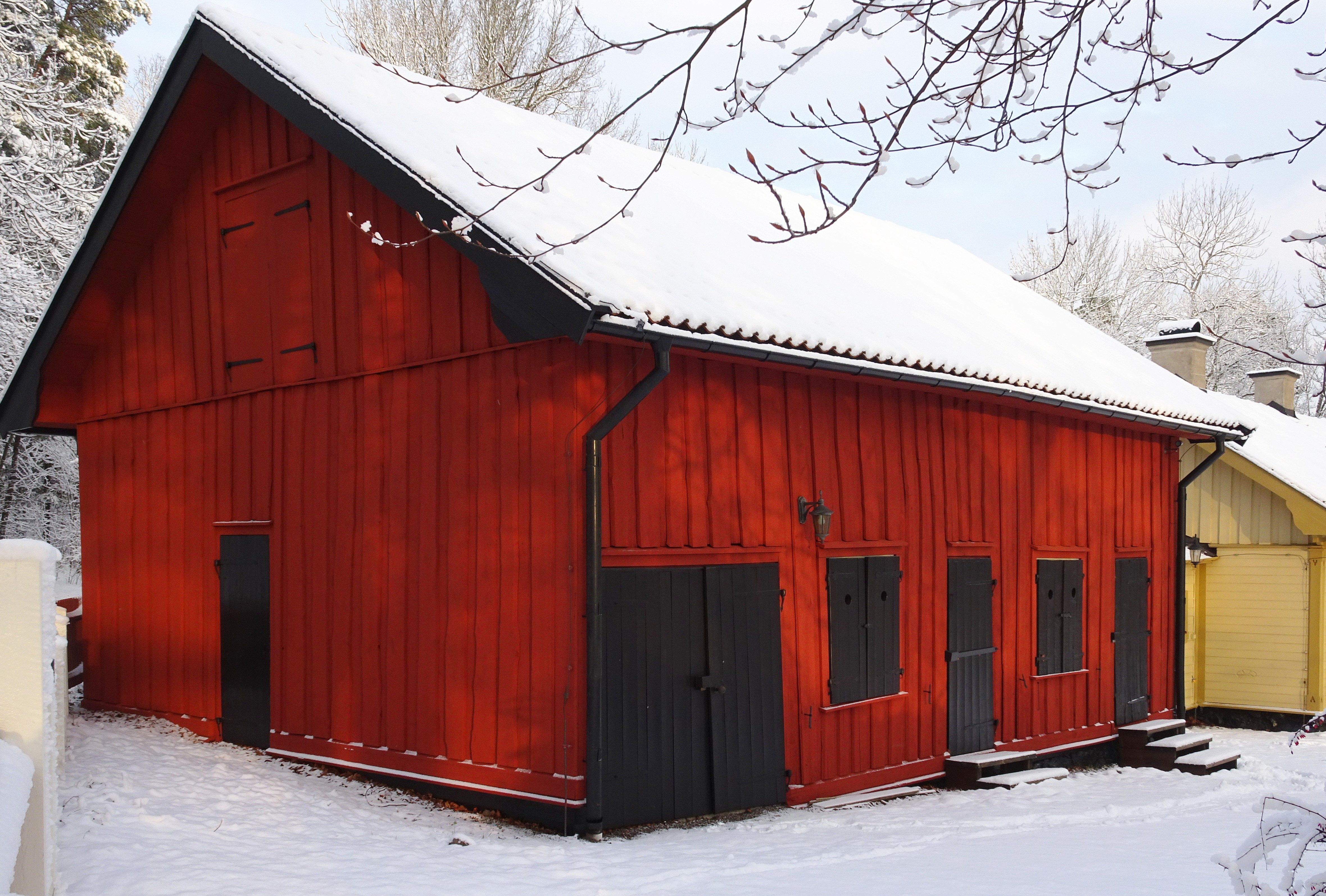
Magasinet.
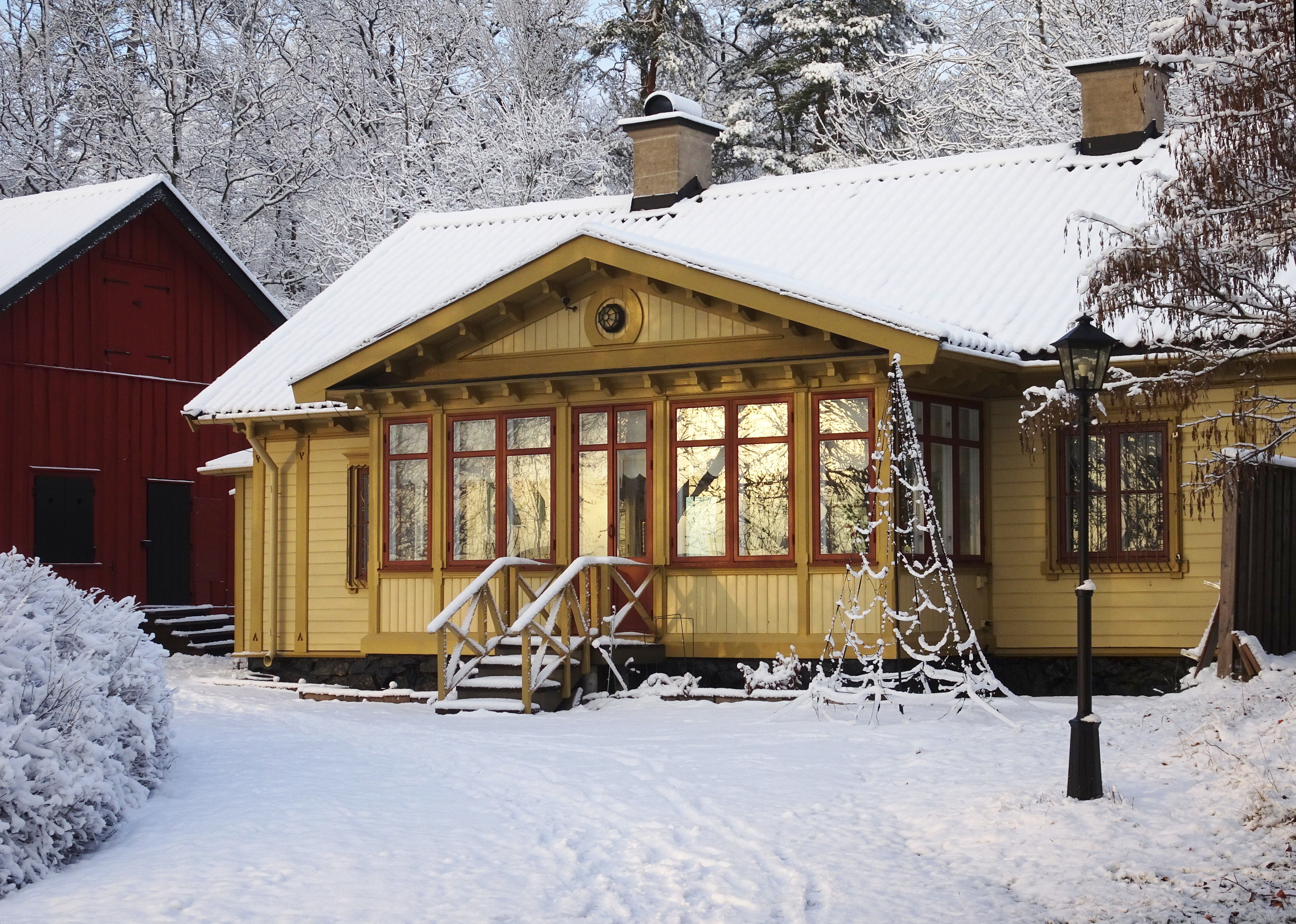
Huvudbyggnad.
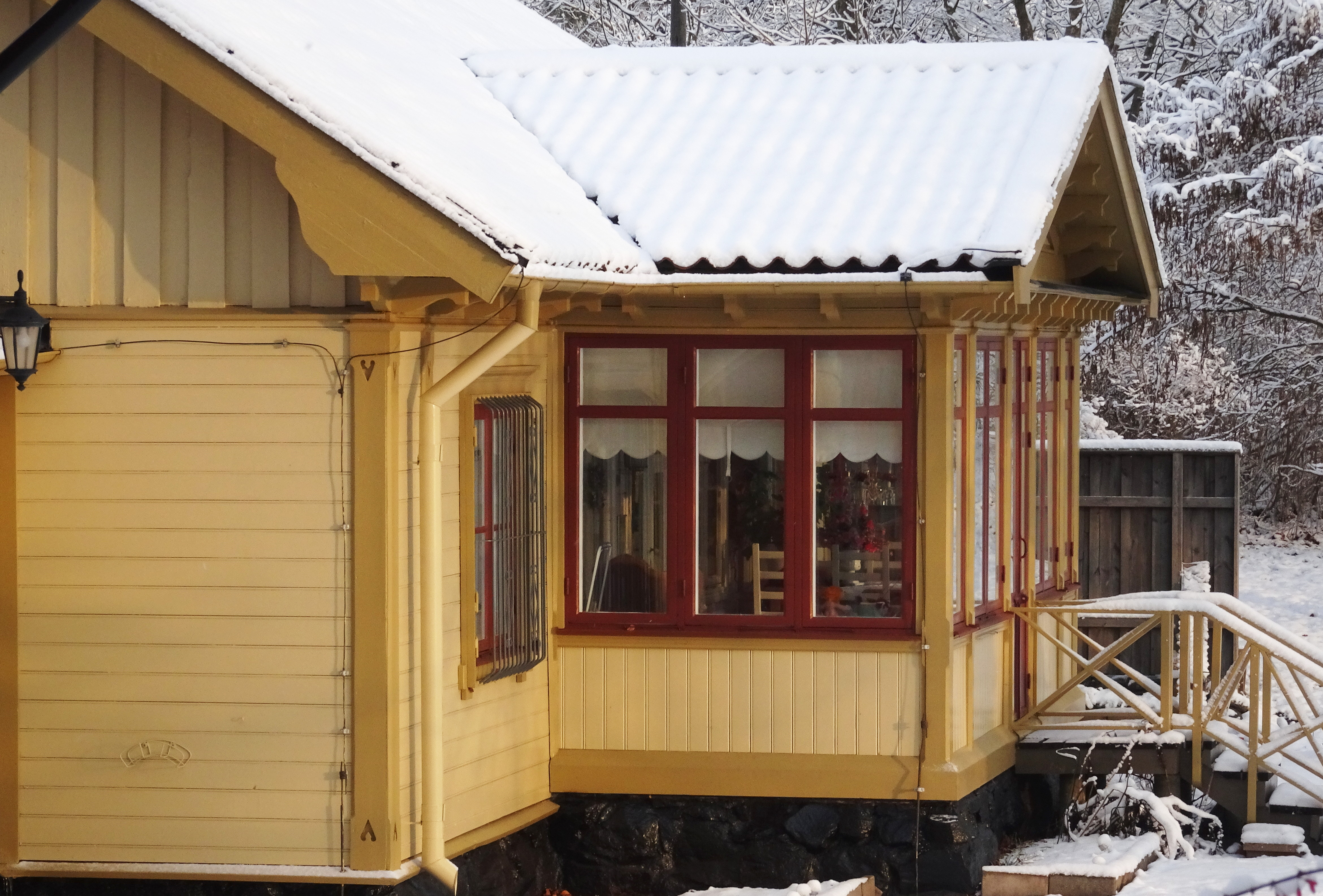
Huvudbyggnad, veranda.
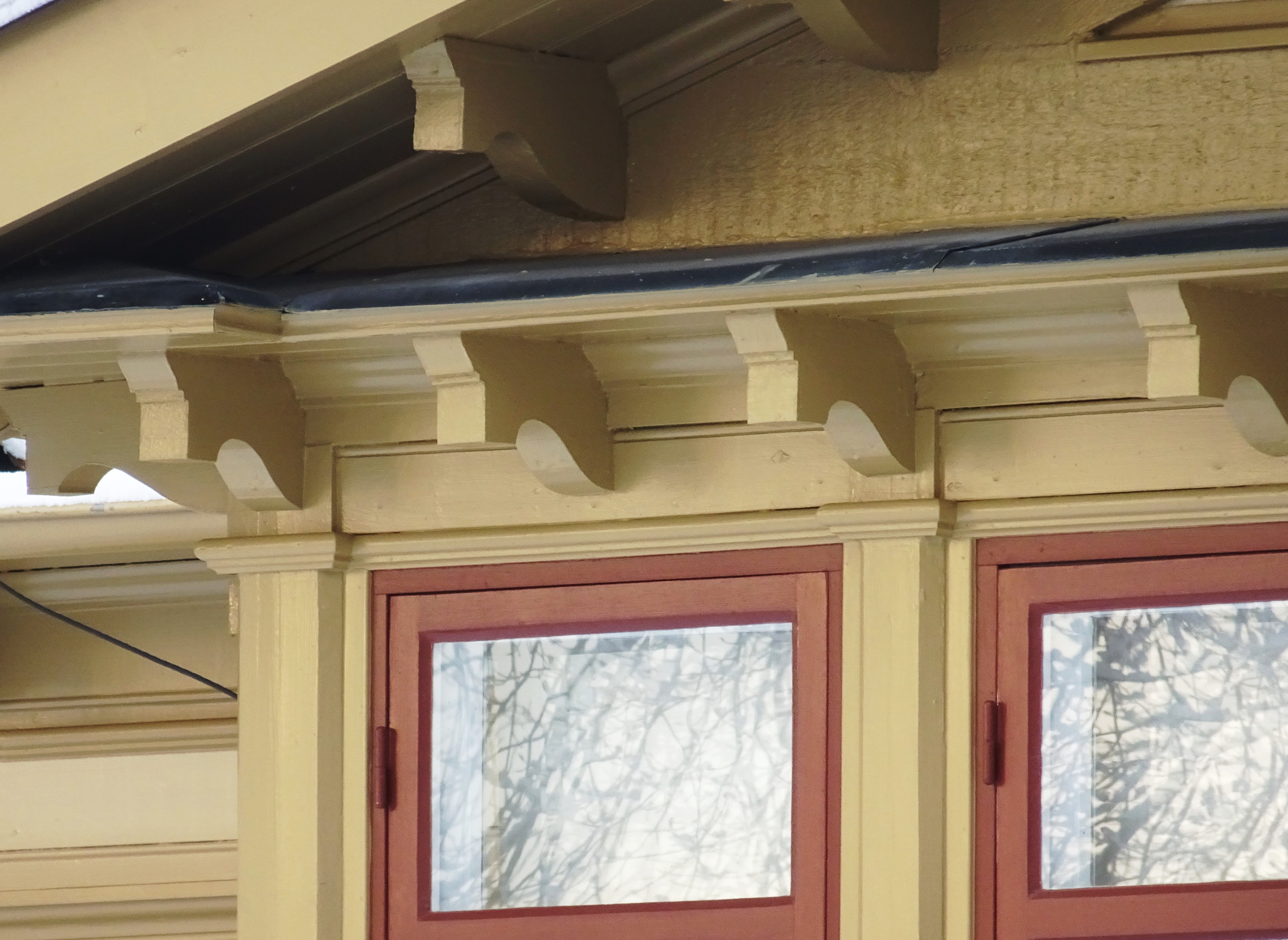
Huvudbyggnad, veranda (detalj).
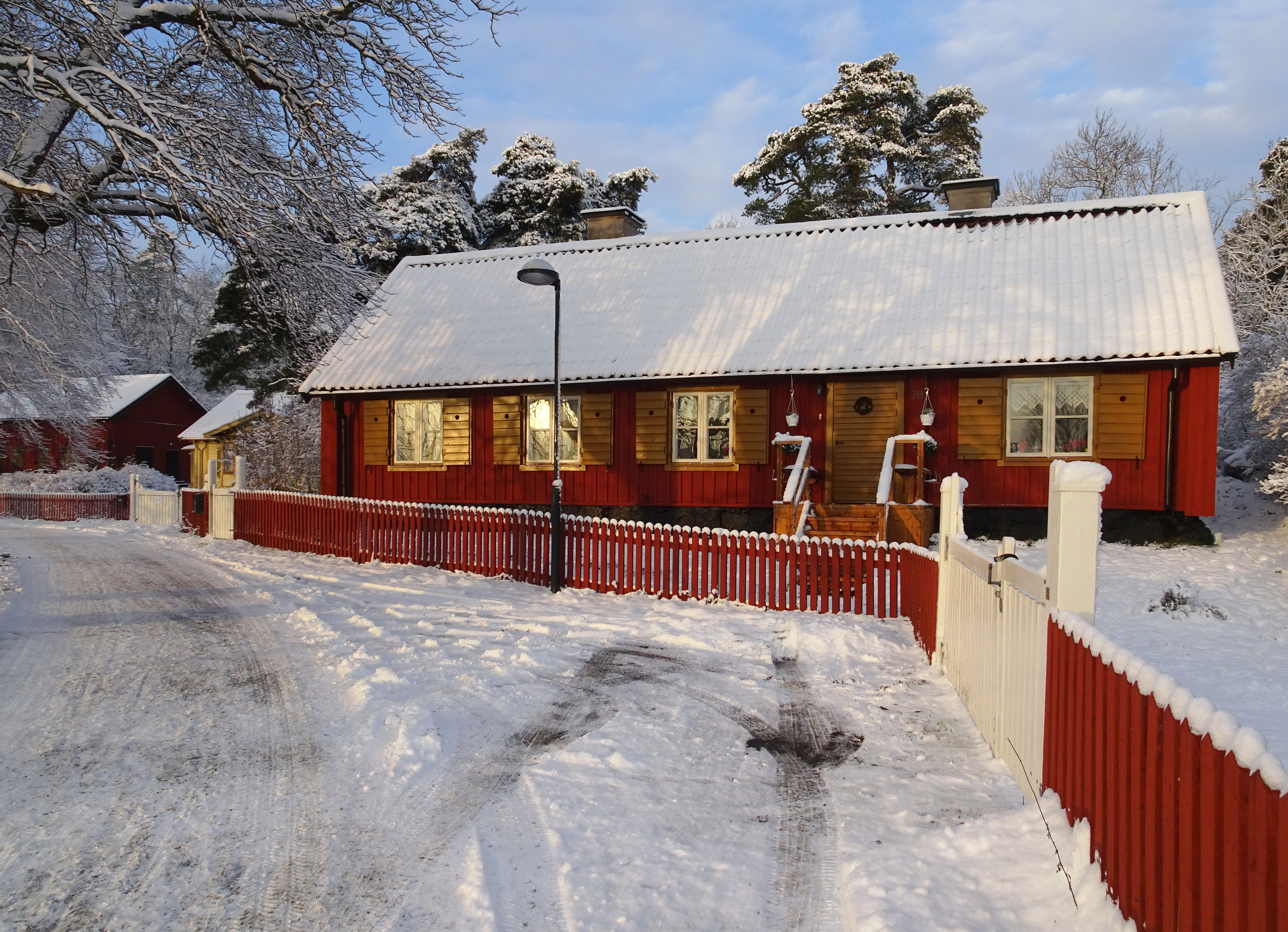
F.d. arbetarlängan.